# Pauline Ono en déshabillé
Pauline Ono en déshabillé est un tableau réalisé par le peintre français Jean-François Millet en 1843-1844. Cette huile sur toile est le portrait de l'épouse de l'artiste vêtue d'un déshabillé blanc et d'un turban rouge. Il s'agit de la dernière peinture la figurant, la jeune femme étant morte de tuberculose dans les mois qui suivent. Acquise en 1914, l'œuvre est conservée depuis 1915 au musée Thomas-Henry de Cherbourg-en-Cotentin, en France.

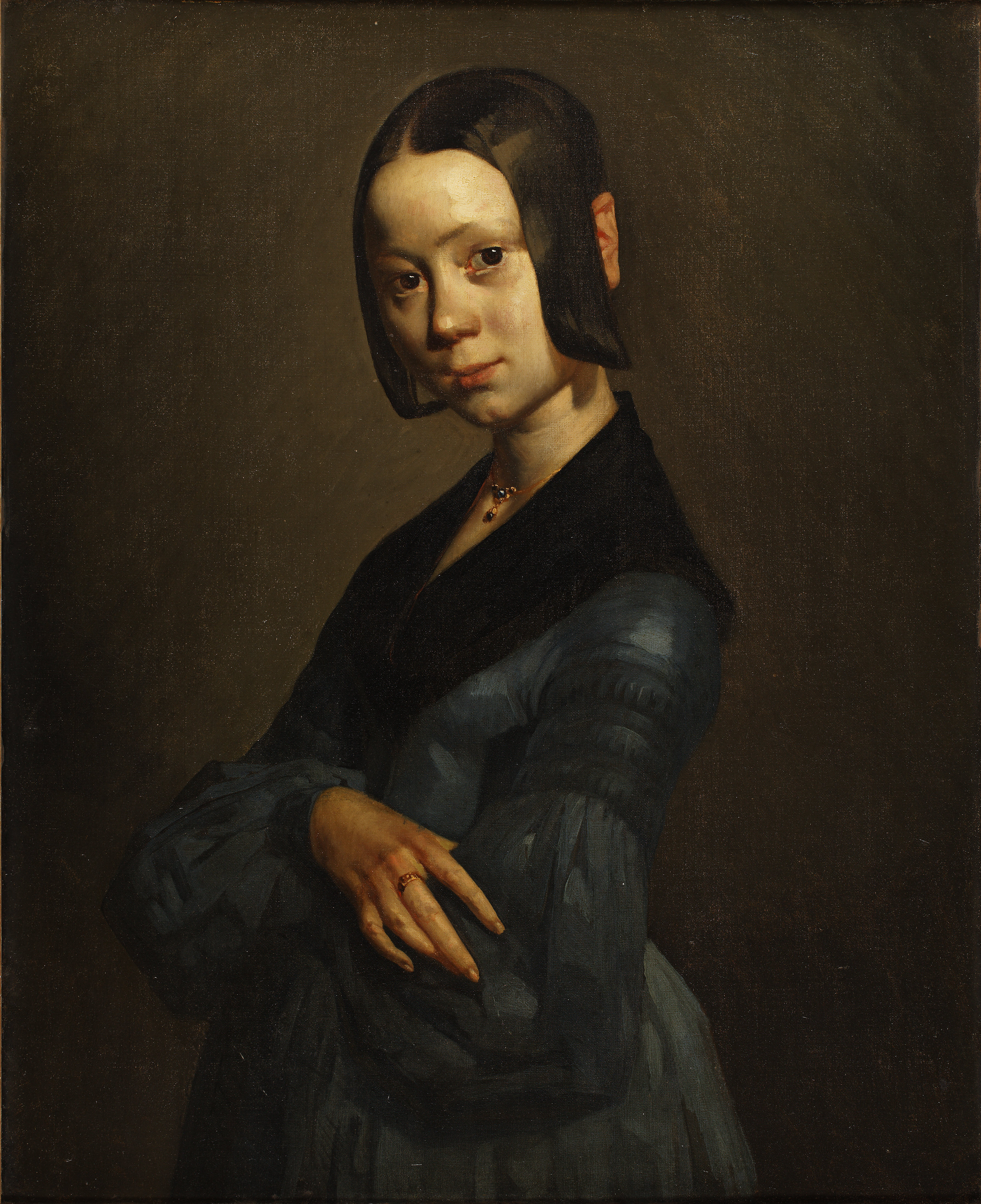
Pauline Ono en robe bleue, un autre portrait de la jeune femme par son époux, également au musée Thomas-Henry.